# Richard Ofori
Richard Ofori (sinh ngày 24 tháng 4 năm 1993) là một cầu thủ bóng đá người Ghana thi đấu cho Maritzburg United ở vị trí hậu vệ.

## Sự nghiệp câu lạc bộ
Sinh ra ở Accra, Ofori thi đấu bóng đá trẻ cho Mighty Jets F.C., ký hợp đồng cho mượn 1 năm cùng với Charleroi năm 2011. Ofori ra mắt cho Charleroi trước Tubize ngày 29 tháng 4 năm 2012 tại Belgian Pro League. 
Vào ngày 21 tháng 1 năm 2013, Ofori ký hợp đồng cho mượn 6 tháng cùng với Lierse. Anh có màn ra mắt ở đội hình xuất phát trong thất bại 2-0 trước Zulte Waregem vào ngày 26 tháng 1 năm 2013.
Vào ngày 2 tháng 9 năm 2013, Ofori được ký bợp đồng bởi Académica và lập tức được gửi đi theo dạng cho mượn đến Beira-Mar.